# Žlutá ponorka
Žlutá ponorka je české hudební ocenění udělované každoročně Periskopem, volným sdružením nezávislých hudebních kritiků.

## Laureáti

### 1996
- Václav Koubek — album Bezvětří
- Pluto — album Pavel Fajt & Pluto
- Tornádo Lue — album Vlky
- Cena Muž, který prochází zdí: Jan P. Muchow

### 1998
- Pavla Milcová a Peter Binder — album Pavla Milcová a Tarzan Pepé

### 1999
- Zuzana Navarová, Iván Gutiérrez a Koa — album Skleněná vrba
- Jiří Pavlica a Hradišťan — album O slunovratu
- Jan Spálený a ASPM — album Až srdce usedá
- Už jsme doma — album Uši
- Cena za celoživotní dílo Muž, který prochází zdí: Oldřich Janota

### 2001
- Petr Váša a Ty Syčáci — album Máj v dubnu
- Öggg — za soustředěný osobní přístup k nejsoučasnější hudební technologii
- Táborská Cesta — hudební a umělecká scéna v Táboře, kapely Sabot, Waawe, Deverova chyba, Sunshine
- Cena za celoživotní dílo Muž, který prochází zdí: Vladimír Merta